# 马尔萨斯主义

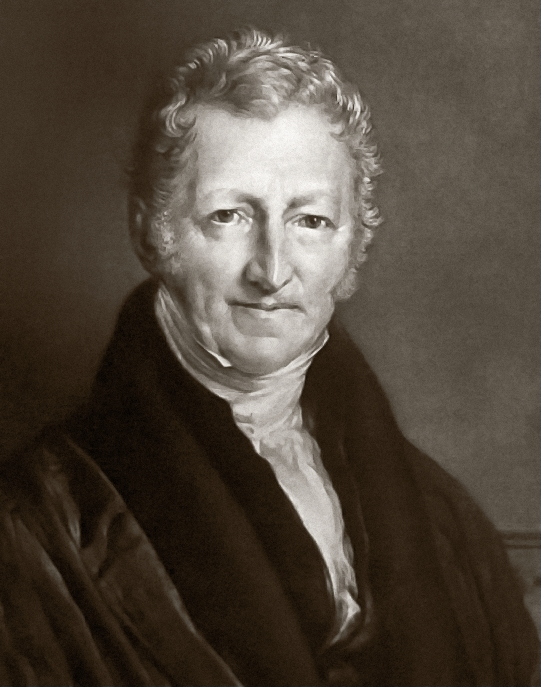
托马斯·罗伯特·马尔萨斯，马尔萨斯主义以他的名字命名

費波那式指數增長

马尔萨斯主义认为人口可能呈指数級增长，而食品供应或其他资源則呈线性增长，最终大量人口會因為糧食增長的速度跟不上人口增長的速度而死亡。这一情況被称为马尔萨斯灾难（也称为马尔萨斯陷阱、人口陷阱、马尔萨斯危机、马尔萨斯幽灵），一旦农业生产跟不上人口增长，就會导致饥荒或战争，並且出現贫困和人口减少等情況。
这些概念源自托马斯·罗伯特·马尔萨斯的政治和经济思想，他在1798年的《人口論》中就提到了這些概念。马尔萨斯认为，虽然技术进步以及丰富的资源可以增加食品供应，从而提高生活水平以及促进人口增长，不過最终因為人口增長使得人均獲得的资源又倒退到原来的水平。一些经济学家认为，自工业革命以来，人类已经摆脱了馬爾薩斯陷阱。 其他人则认为，极端贫困現象的存在表明马尔萨斯陷阱這一理論依舊成立，並且由于缺乏食物供应加上污染，发展中国家依然無法擺脫馬爾薩斯陷阱。 

## 新马尔萨斯主义
新马尔萨斯主义主張要實行人口规划，以确保未來的資源可以跟得上人口發展的步伐。 在英国，“马尔萨斯主义”一词也可以指代那些支持预防性节育的人和主張，因此有诸如马尔萨斯联盟之类的组织。新马尔萨斯主义者与马尔萨斯理论的不同之处主要在于他们支持生育控制。虔诚的马尔萨斯主義基督徒认为，“自我控制”（即禁欲）比人工节育更可取。新马尔萨斯主义与18世纪的马尔萨斯主义相冲突，新马尔萨斯主义者認為，稳定增长的人口仍然是保持“社会进步”的必要因素，一般来说现代的新马尔萨斯主义者通常比马尔萨斯更关心人口過多導致的环境退化和灾难性饥荒，而不是贫困。

## 批评
马尔萨斯主义受到了不同学派的批评，包括马克思主义者和社会主义者、自由主义者和自由市场狂热者、女权主义者和人权倡导者，他們認為這一主張过度悲观並且不人道。  许多批评家认为，马尔萨斯主义自《人口論》出版以来就已经名誉扫地。不過也有许多支持者认为，人口增长最終仍然會導致資源緊缺，如果不采取行动遏制人口增长，人类未来仍有可能會面臨危機。

## 延伸阅读
- （简体中文）从马尔萨斯陷阱谈起
- （简体中文）马尔萨斯困境、萨缪尔森寓言和中国内需之殇
- （简体中文）非洲人口：是奇迹还是马尔萨斯灾难？ （页面存档备份，存于）